# Ultraseven X
Ultraseven X (ウルトラセブンＸ Urutorasebun Ekkusu?) Serie emitida después de Ultraman Mebius y que conmemora los 40 años de la serie Ultraseven. Producida por Tsuburaya Productions' quien es la responsable de todas las producciones de Ultraseres realizadas hasta el momento. Para esta serie Tsuburaya orientó sus guiones a un público más adulto ya que el horario de transmisión es a partir de las 2:15am. Los 12 capítulos que componen la serie, están llenos de debates existenciales con una fuerte crítica del estilo de vida japonés.

## Personajes
- Jin / Ultraseven (ジン / ウルトラセブン Jin / Urutorasebun?): Aparece al comienzo de la serie acostado en una cama después de tener un sueño de él flotando en el mar. Aún no lo sabe pero pertenece a DEUS, sufre de amnesia y no sabe nada de su pasado incluso su nombre real. Elea le entrega el ULTRAEYE.
- Elea (エレア Erea?): Misteriosa mujer que le entrega a J el ULTRAEYE
- Agente K (ケイ Kei?): Agente de DEUS
- Agente S (エス Esu?): Agente de DEUS
- DEUS (Deusu Shirei?): una organización secreta encarga de combatir a la fuerza alienígena que pretende dominarnos. Transmite sus órdenes a través del VC.

## Páginas similares
- Site Oficial de Ultraseven X (en japonés)

| Predecesor: Ultraman Mebius | Ultraseries 2007 | Sucesor: - |

- Datos: Q3232083